# Amanita sinicoflava
Amanita sinicoflava (лат.) — гриб семейства мухоморовые (Amanitaceae). Включён в подрод Amanita рода мухомор.

## Биологическое описание
- Шляпка 2,5—7 см в диаметре, сначала колокольчатой, затем широко-выпуклой формы, с бугорком в центре, коричневатого или коричневого цвета, нередко с оливковым оттенком, бугорок часто более тёмный, обычно гладкая, сухая или выпуклая, лишённая бородавок.
- Мякоть белого цвета, без особого запаха и вкуса.
- Гименофор пластинчатый, пластинки свободные или слабо приросшие, частые, беловатого или кремового цвета, часто с оранжеватым оттенком. Имеются также пластиночки.
- Ножка 6—14 см длиной и 0,4—1,3 см толщиной, полая, утончающаяся кверху, белого или серого цвета, при повреждении темнеет. Кольцо отсутствует. Вольва светло-серого цвета внутри и снаружи, ломкая.
- Споровый порошок белого цвета. Споры 8—15,4×7—15,4 мкм, неамилоидные, округлой или почти округлой формы.
- Считается ядовитым грибом.

## Экология и ареал
Произрастает в лесах с дубом, буком и хвойными деревьями, с июня по октябрь. Известен из восточной части Северной Америки.

## Сходные виды
- Amanita fulva Pers., 1818
- Amanita mortenii Knudsen & T. Borgen, 1987
- Amanita olivaceogrisea Kalamees, 1986
- Amanita submembranacea (Bon) Gröger, 1979
- Amanita vaginata (Bull.) Lam., 1783